# Жалар блатарић
Жалар блатарић (лат. Charadrius hiaticula) је врста птице из породице Charadriidae. Гнезди се широм већег дела северне Евроазије, као и на Гренланду.

## Таксономија
Жалара блатарића је формално описао шведски природњак Карл фон Лине 1758. године у десетом издању своје „Systema Naturae“ под садашњим биномним именом Charadrius hiaticula. Карл фон Лине је одредио тип локалитета као „Европа и Америка“, али је то сада ограничено на Шведску. Специфични епитет hiaticula је касносредњовековни латински израз за жалара.
Препознају се две подврсте:
- Charadrius hiaticula hiaticula (Linnaeus, 1758) – гнезди се на североисточној арктичкој Канади, Гренланду, Исланду, Шпицбергену и јужној Скандинавији јужно до Француске; углавном зимује у западној Африци
- Charadrius hiaticula tundrae (Lowe, 1915) – обале Арктичког океана, острва: северна Скандинавија до Чукотског полуострва (североисточни Сибир), укључујући Нову Земљу и Новосибирска острва (северно од северозапада, североисточна Русија) и острво Светог Лоренса (северно Берингово море; с времена на време). Зимује од Каспијског мора и југо-западне Азије до јужне Африке

Подврста Charadrius hiaticula psammodromus се слабо разликује од номинатног и неки орнитолози га за сада не сврставају као трећу подврсту

## Опис
Одрасли су 18-20 цм дужине са 48-57 цм распоном крила и тежином између 42-78 гр. Имају сиво-смеђа леђа и крила, бели стомак и бела прса са једном црном траком око врата. Имају смеђу капу, бело чело, црну маску око очију и кратак наранџасто-црни кљун. Ноге су наранџасте и само два спољна прста су прекривене пловним кожицама, за разлику од нешто мањег, али иначе веома сличног америчког жалара, који има сва три прста благо прекривена пловним кожицама, а такође и мало ужи појас на грудима; у прошлости је био укључен у садашњу врсту. Младунци жалара блатарића су тамнији од одраслих, са често непотпуном сиво-смеђом грудном траком, тамним кљуном и жућкасто-сивим ногама.
Ова врста се разликује од мањег жалара слепића, са којим се може помешати, по боји ногу, шари на глави и недостатку очигледног жутог прстена око очију.

## Распрострањеност и станиште
Гнездилиште жалара блатарића је отворено тло на плажама или равницама широм северне Евросиберије и на арктичком североистоку Канаде . Неке птице се гнезде у унутрашњости, а у западној Европи гнезде се чак до северне и јужне Француске. Гнезде се на земљи на отвореном простору са мало или нимало биљака око себе.
Жалари блатарићи су селице и зимују у приобалним подручјима јужно до Африке. У Норвешкој, геолокатори су открили да одрасле птице које се гнезде мигрирају у Западну Африку. Многе птице у Великој Британији и северној Француској су насељене током целе године.

## Понашање и екологија

### Гнежђење
Жалар блатарић се размножава када напуни једну годину старости. Они су сезонски обично моногамни и веза мужјака и женке се понекад одржава из године у годину. Гнезде се самотно и јако су територијални. Полагање јаја почиње у мају, али датум варира у зависности од региона. Гнездо је плитко удубљење обложено каменчићима и комадићима вегетације. Гнездо може имати од 3 до 4 јаја. Јаја се полажу у интервалима од 1 до 3 дана и инкубирају их оба родитеља, почевши од последњег или претпоследњег јајета које се излегло. Излегу се након 21 до 27 дана. Паперјасти птићи су сиво-жућкасти са пегавом бојом цимета одозго и белим одоздо. Млади су поткрушци и напуштају гнездо одмах по излегању. О њима брину оба родитеља и могу се сами хранити. Док су мали, леже заједно ноћу и по лошем времену. Лете када напуне око 24 дана.
Ако се потенцијални предатор приближи гнезду, одрасла јединка ће се удаљити од места гнезда, почеће са гласним оглашавањем, како би привукла уљеза уз симулирање сломљеног крила.

### Исхрана и храњење
Ове птице траже храну по плажама, плимним подручјима, као и пољима, прегледом терена. Једу инсекте, ракове и црве и хране се и дању и ноћу. Понекад користе лупкање стопалима да би открили локацију плена.

## Статус заштите
Жалар блатарић има изузетно велики ареал са великом популацијом и стога га је Међународна унија за заштиту природе проценила као „Најмање угрожени таксон". Жалар блатарић је један од таксона на које се примењује Споразум о очувању афричко-евроазијских птица селица водених подручја (AEWA).

## Галерија
- Понашање при парењу
- Младунче
- Одрасла јединка
- Јато у лету, са шљукама камењаркама
- Charadrius hiaticula hiaticula - MHNT
- Птић Charadrius hiaticula на Исланду